# BBC Radio 4

Antigo logotipo da BBC Radio 4.

BBC Radio 4 é uma estação de rádio pública operada pela BBC que transmite programas de palavra falada de vários géneros, incluindo notícias, drama, ficção, comédia, ciência e história. Substituiu o Serviço Doméstico da BBC (BBC Home Service) em 1967. É a segunda estação mais popular do Reino Unido, transmitida em FM, onda longa e DAB para todo o Reino Unido, Ilha de Man e Ilhas do Canal da Mancha, tendo também receção nos condados do sul e sudeste irlandês, no norte de França e no norte da Europa. Também está disponível na televisão digital terrestre, operadoras privadas e na rede. É complementada pela sua estação irmã, BBC Radio 4 Extra, que transmite repetições do arquivo da Radio 4, versões alargadas dos seus programas e outros programas suplementares a séries como The Archers e Desert Island Discs.
É reconhecida pelos seus boletins informativos e programas de atualidade como Today e The World at One, introduzidos pelo característico Sinal Horário de Greenwich ou pelas badaladas do Big Ben.